# Carlo IX di Francia
Carlo IX di Valois (Castello di Saint-Germain-en-Laye, 27 giugno 1550 – Vincennes, 30 maggio 1574) fu re di Francia dal 1560 al 1574; figlio di Enrico II e di Caterina de' Medici.
Divenne re a soli dieci anni, alla morte del fratello Francesco II, in una situazione di grave crisi economica e di potere monarchico. Durante la reggenza della regina madre, che ebbe molta influenza su di lui, fu costretto a confrontarsi con lo scoppio di varie guerre civili di religione, che imperversarono per tutta la durata del suo regno, nonostante gli sforzi per restaurare l'autorità regia.
Dopo vari tentativi di riconciliazione, si giunse alla pace di Saint-Germain, stipulata tra la Corona e l'ammiraglio Coligny, uno dei capi del partito ugonotto. Per celebrare la ritrovata armonia civile, fu celebrato il matrimonio della sorella Margherita con il primo principe del sangue, l'ugonotto Enrico di Navarra, a cui seguì pochi giorni dopo il massacro di san Bartolomeo. L'entità della strage si ripercosse sull'immagine pubblica della famiglia reale e in particolare del re, dipinto dalla propaganda ugonotta come un tiranno.
In risposta al massacro vi fu la nascita di una serie di movimenti, come i Malcontenti e i Monarcomachi, che si opposero alla deriva assolutista che la politica monarchica aveva incominciato ad assumere dal regno di Francesco I. Gli ultimi anni di regno di Carlo IX furono segnati dall'aspra divisione familiare, con il tentato colpo di Stato ad opera dei Malcontenti, guidato dal fratello minore Francesco d'Alençon, dalla sorella Margherita, dal re di Navarra e dal principe di Condé, prigionieri a corte. Carlo IX morì di tubercolosi nel 1574. Non avendo generato eredi maschi legittimi, gli succedette il fratello Enrico III.

## Biografia

### Infanzia (1550-1560)

#### Educazione
Nacque il 27 giugno 1550 nel castello di Saint-Germain-en-Laye, figlio di Enrico II di Francia e Caterina de' Medici. Fu battezzato con il nome di «Carlo Massimiliano»: il primo nome in onore del defunto zio Carlo di Valois, il secondo in onore del padrino, il futuro imperatore Massimiliano II d'Asburgo. Consultati al momento della sua nascita, gli astrologhi profetizzarono che il piccolo principe sarebbe un giorno divenuto un grande re come Carlo Magno.
Designato fin dalla nascita con il titolo di duca d'Angoulême, divenne poi duca d'Orléans alla morte del fratello maggiore Luigi, il secondogenito della famiglia reale, morto a pochi anni di vita il 24 ottobre 1550. Passò l'infanzia assieme ai fratelli minori Alessandro Edoardo, Margherita ed Ercole, nei castelli di Amboise e Blois, sotto la cura dei loro governanti, Claude d'Urfé e Françoise d'Humières e la costante supervisione dei genitori e di Diana di Poitiers, potente amante del padre.
Tra l'inverno 1553 e la primavera 1554, per rimpiazzare il precedente precettore del dauphin, i sovrani scelsero Jacques Amyot, celebre traduttore di Plutarco, quando Carlo Massimiliano e Alessandro Edoardo avevano rispettivamente quattro e tre anni. Nonostante gli insegnamenti di questo luminare, Carlo non fu mai un esperto di latino. Ricevette una variegata istruzione umanistica e sembrò apprezzare particolarmente la musica e avrebbe trovato piacere nel comporre versi, come il padre. Nell'adolescenza avrebbe composto e inviato al suo amato Ronsard delle épîtres, che il poeta avrebbe poi fatto pubblicare in una sua raccolta.

#### La precoce ascesa al trono

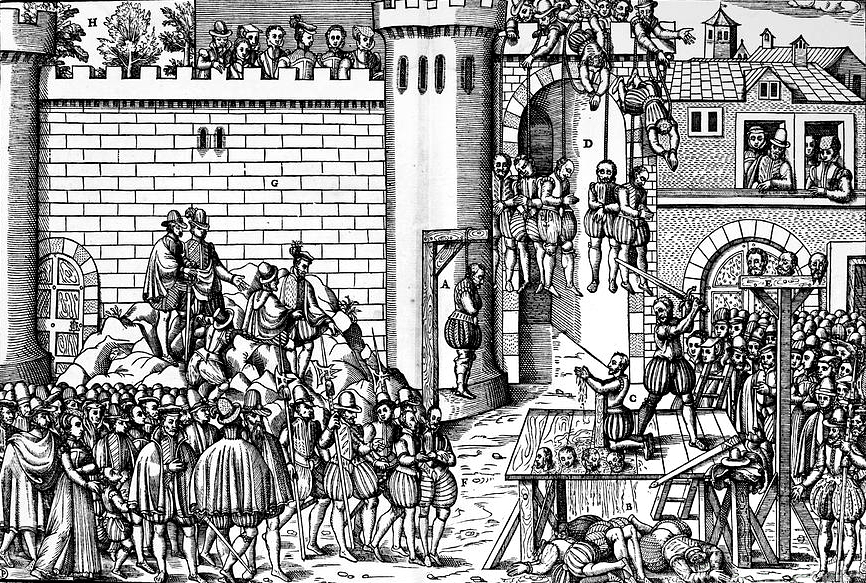
L'esecuzione dei colpevoli della congiura di Amboise. Questa presa d'armi dei calvinisti contro la Corona fu una delle prime manifestazioni dei violenti dissidi politico-religiosi che avrebbero portato allo scoppio delle sanguinose guerre civili di religione.

Nel 1559, l'improvvisa morte di re Enrico II portò a un'enorme destabilizzazione politica. Il breve regno di Francesco II fu caratterizzato dalla presa di potere dei cattolici Guisa, zii della nuova regina di Francia, Maria Stuart, della quale il piccolo duca d'Orléans si era invaghito. La politica dei Guisa provocò numerosi malumori a causa del taglio di prebende e concessioni per far fronte all'enorme debito pubblico contratto durante le guerre d'Italia concluse con la pace di Cateau-Cambrésis.
Cattolici intransigenti, i Guisa continuarono ad applicare la linea dura contro i calvinisti, che in rivalsa a ciò, ordirono la congiura di Amboise, atta a scalzare i Guisa dal potere, per sostituirli con i principi del sangue filo-calvinisti Antonio di Borbone, re di Navarra e Luigi di Condé. Questo tentato colpo di Stato venne scoperto e represso nel sangue: essendo l'erede al trono, il piccolo Carlo Massimiliano assistette assieme alla madre e al re suo fratello alla messa a morte dei traditori.
Pochi mesi dopo ascese al trono di Francia con il nome di Carlo IX, in seguito alla prematura morte del fratello maggiore. Avendo solo dieci anni, il re necessitava di un reggente per guidare il regno. La carica fu ottenuta da Caterina de' Medici tramite ricatto. La regina madre obbligò il re di Navarra, che come primo principe del sangue poteva richiedere la nomina per sé, a cederle l'onere in cambio della grazia per il fratello Luigi, in precedenza arrestato e in attesa di essere giustiziato per alto tradimento. In seguito a una dichiarazione di fedeltà alla Corona, Antonio di Borbone fu nominato luogotenente generale dell'esercito e il principe di Condé venne liberato.

### La monarchia in difficoltà (1560-1566)

#### La reggenza e l'inizio delle guerre civili

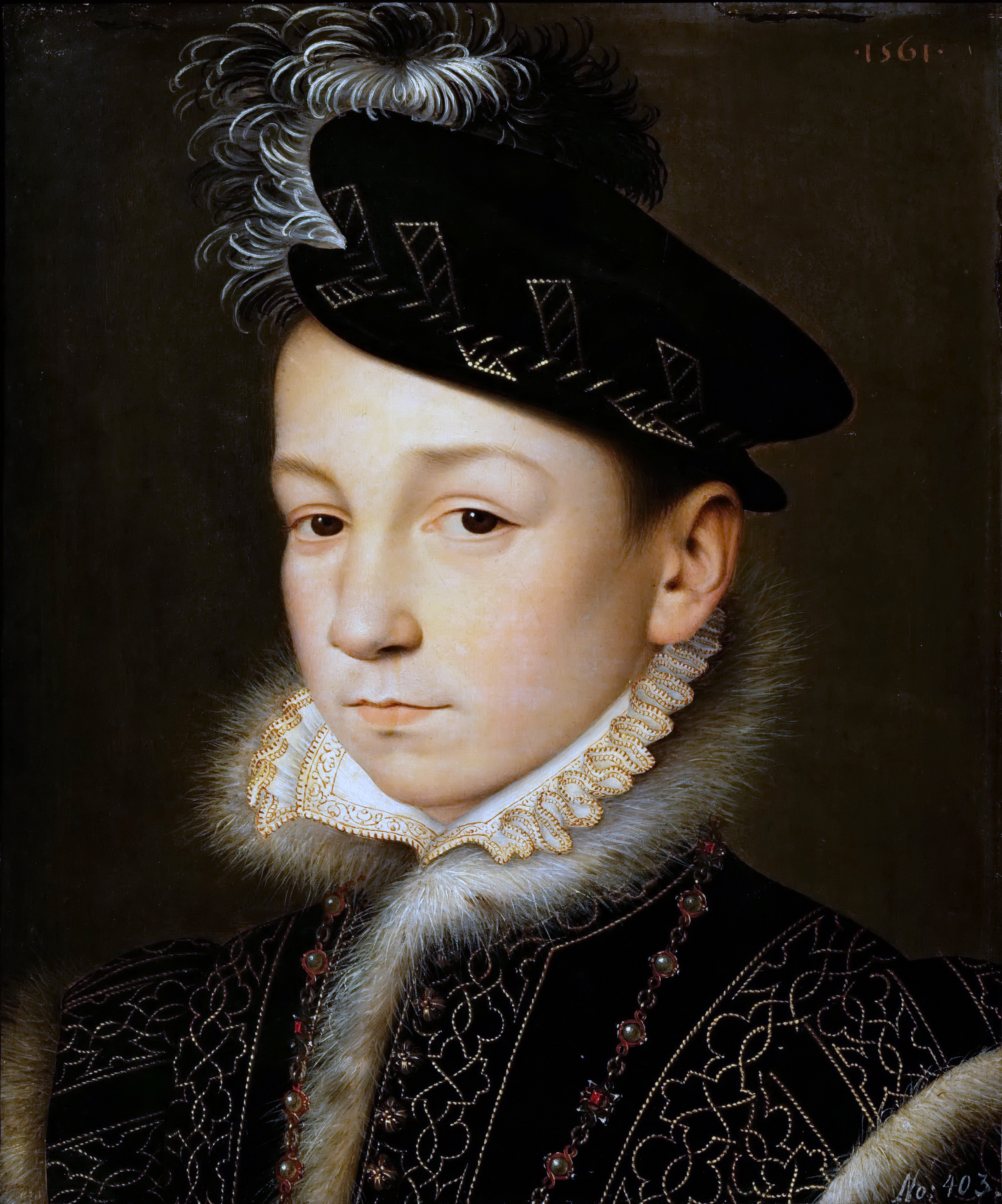
Il giovanissimo Carlo IX. Dipinto di François Clouet. (1561). Elogiato per il bell'aspetto, soprattutto per i «bellissimi occhi» ereditati dal padre, il piccolo re soffrì di una salute precaria: aveva una «respirazione assai difficile», che si presentava dopo i giochi e gli esercizi corporali ai quali si sottoponeva spesso.

L'ascesa al trono di Carlo IX creò involontariamente una latitanza del potere sovrano, che peggiorò la situazione politica francese. 
Confermata al potere dagli stati generali di Orléans del 1560 con il titolo di «governante di Francia», Caterina de' Medici cercò di porvi rimedio, ma le lacrime versate dal re bambino quando gli venne posta la corona di Francia sulla testa, durante la cerimonia d'incoronazione nella cattedrale di Reims il 15 maggio 1561, furono prese come un brutto presagio.
I primi anni di regno di Carlo IX furono totalmente condotti dalla regina madre, che con l'aiuto del cancelliere Michel de l'Hôspital, attuò una politica di tolleranza verso i protestanti: Antonio di Navarra divenne luogotenente generale del regno e Luigi di Condé fu riammesso al Consiglio reale. Queste azioni provocarono uno sdoganamento del calvinismo, unita ad una potente azione di proselitismo. In risposta a ciò, con il sostegno del papa e del re di Spagna, il duca di Guisa, il connestabile di Montmorency e il maresciallo di Saint-André crearono un «Triumvirato» in difesa del cattolicesimo.
Seguendo questa politica di conciliazione, nel settembre 1561, Caterina de' Medici organizzò un incontro tra gli esponenti del clero cattolico e calvinista, sperando di giungere ad un accordo tra le fedi: il colloquio di Poissy. Carlo IX vi presenziò assieme al resto della famiglia reale, ma tutto si risolse con un nulla di fatto. Nello stesso periodo, la corte ospitò Giovanna d'Albret, regina regnante di Navarra e i suoi figli: Carlo IX strinse una forte amicizia con il principe Enrico di Navarra, che divenne suo compagno di giochi preferito.
La vita privata di Carlo IX e dei suoi fratelli fu enormemente influenzata dalle discordie religiose di quel periodo. Carlo IX sembrò comunque vivere quei fatti con l'incoscienza della sua giovane età: nell'ottobre 1561 si divertì a inscenare una sfilata religiosa, in cui predicava agitando una mitra vescovile, seguito dal principe di Navarra vestito da cardinale e da altri bambini vestiti da monaci e abati. In un'altra occasione, avrebbe rivelato ad una sconvolta dama di corte che si recava a messa solo per far contenta sua madre.
Nel gennaio 1562 fu emanato l'«editto di gennaio», che permetteva l'esercizio del culto protestante fuori dalle mura cittadine o privatamente nelle case, ma la strage di Wassy rese tutto inutile: attuata dal duca di Guisa e i suoi uomini contro dei riformati che stavano assistendo ad una predica in un granaio dentro la città, accese la miccia delle guerre civili di religione.

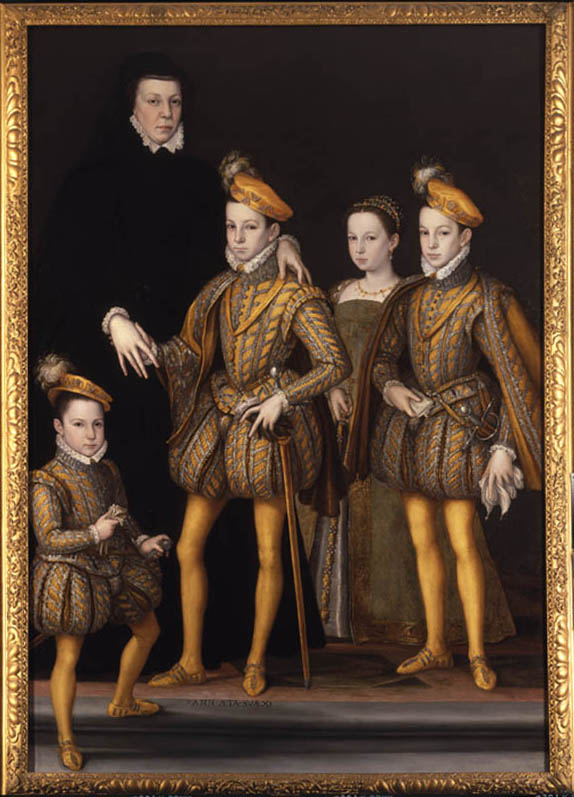
La famiglia reale: Caterina de' Medici con Carlo IX, Margherita, Enrico e il piccolo Francesco. 1561 circa.

La prima guerra di religione causò la morte di varie persone di alto rango, tra cui Antonio di Navarra morto durante l'assedio di Rouen e il maresciallo di Saint-André ucciso nella battaglia di Dreux, in cui vennero catturati il principe di Condé e il connestabile di Montmorency. Nel febbraio 1563 Francesco I di Guisa morì per un colpo di pistola di Jean de Poltrot de Mére, scatenando una faida tra i Guisa, capeggiata dalla vedova Anna d'Este, e l'ammiraglio di Coligny, considerato il mandante (quanto meno morale) dell'omicidio.
La morte dei principali guerrafondai permise alla regina madre di giungere ad un accordo di pace, utilizzando Montemorency e Condé come negoziatori. Nel marzo 1563 si giunse infine all'editto di Amboise, che garantiva la libertà di coscienza, ma limitava di molto l'officio del culto protestante. L'accordo non trovò la soddisfazione di alcuno dei due schieramenti: i calvinisti videro ridursi le libertà rispetto all'«editto di gennaio», mentre i cattolici si indignarono nel vedere concessioni così larghe a coloro che consideravano degli eretici sediziosi.
Uno spiraglio di speranza per la quiete interna si palesò nel luglio 1563, quando un esercito francese composto sia da cattolici sia da calvinisti riconquistò Le Havre, che era stata conquistata dagli inglesi, scesi in campo al fianco dei protestanti durante la guerra civile. Con la fine del conflitto, Elisabetta I d'Inghilterra aveva fatto sapere di voler tenere la cittadella, come indennizzo al posto di Calais, persa nel 1558. Indignati dalle inaccettabili pretese degli inglesi, i francesi assediarono e si ripresero Le Havre.
Il 17 agosto 1563, il parlamento di Rouen dichiarò Carlo IX maggiorenne e quindi capace di regnare, nonostante avesse solo tredici anni. Il progetto fu ideato dalla regina madre, la quale pensò che il figlio potesse esercitare maggiore autorità sui sudditi rispetto a lei. Durante la cerimonia, Carlo IX dichiarò che non avrebbe più tollerato la disobbedienza alla sua persona; poi ringraziò calorosamente la madre per il servizio svolto in nome della Corona: in realtà Caterina avrebbe sempre mantenuto una grande influenza decisionale su Carlo.

#### Il «grande viaggio»

Percorso seguito dalla corte dei Valois per il «grand voyage». In verde da Parigi verso Bayonne; in rosso il ritorno verso la capitale.

Conclusa la pace, su istanza della regina madre, la corte intraprese un viaggio attraverso il paese, che durò ben due anni. Lo scopo era di pura propaganda: mostrando il giovane Carlo IX e la famiglia reale alla popolazione, si credeva di rinsaldare il legame tra la monarchia e la gente comune. Un altro obiettivo era obbligare i vari parlamenti sparsi per il regno a registrare ed applicare l'editto di tolleranza.
In questo periodo venne attuata la riforma giudiziaria (Grande ordonnance des moulins) ed esteso il potere regale.

### I tumulti civili (1566-1570)

#### La «sorpresa di Meaux»
Nel 1567, a seguito di un tentativo da parte dei protestanti di rapire Carlo IX, riprese la guerra fra le due fedi.

#### La terza guerra civile
La vittoria dei cattolici a Saint-Denis determinò la pace di Longjumeau (marzo 1568) ma due mesi dopo le ostilità ripresero ed i cattolici ebbero la meglio a Jarnac e a Moncontour.

### La ricerca della concordia (1570-1572)

#### Vita privata del re
Dopo di che fu siglata un'altra pace a Saint-Germain-en-Laye (5 agosto 1570), grazie a un tentativo di conciliazione da parte del re che previde anche il matrimonio di sua sorella Margherita con Enrico di Navarra. Il 22 ottobre 1570 Carlo IX sposò Elisabetta d'Asburgo, dalla quale ebbe una figlia, Maria Elisabetta (27 ottobre 1572 - 9 aprile 1578). Carlo IX ebbe anche un figlio illegittimo da Maria Touchet: Carlo (1573 - 1650), primo conte d'Alvernia e poi duca d'Angoulême.

### Gli ultimi anni (1572-1574)

#### La «notte di san Bartolomeo»
Nel 1572 si verificò in Parigi la strage degli ugonotti conosciuta come la notte di San Bartolomeo (morirono in Parigi più di 2.000 ugonotti e nella provincia circa 15.000), pare ispirata dalla madre di Carlo IX alla quale il re non avrebbe saputo opporsi. Il dibattito storiografico non è mai riuscito a stabilire le responsabilità: un'interpretazione è che Caterina, preoccupata dell'influenza che l'ammiraglio ugonotto Gaspard II de Coligny aveva sul figlio e temendo che questo mettesse a repentaglio la sua politica filo-spagnola, con l'aiuto dei Guisa abbia provocato la strage per costringere il figlio a schierarsi contro gli ugonotti e quindi contro il suo consigliere, mentre un'altra interpretazione è che sia stato proprio Carlo IX a volere la strage per affermare la propria indipendenza decisionale nei confronti della madre. Tuttavia, è presente un'altra ipotesi, secondo la quale sarebbe stato Enrico di Guisa, radicale cattolico come il padre, ad avere un ruolo nella strage anziché la famiglia reale, in quanto essa cominciò con l'omicidio di Gaspard de Coligny, avvenuto per conto suo, e la situazione diventò ingestibile dopo l'omicidio, quando anche la popolazione locale cominciò a massacrare gli ugonotti. Ripresa la guerra di religione, durante la quale i cattolici tentarono invano di impadronirsi della roccaforte protestante di La Rochelle, essa si concluse nel luglio 1573 con la pace di Boulogne.

#### Le cospirazioni dei Malcontenti

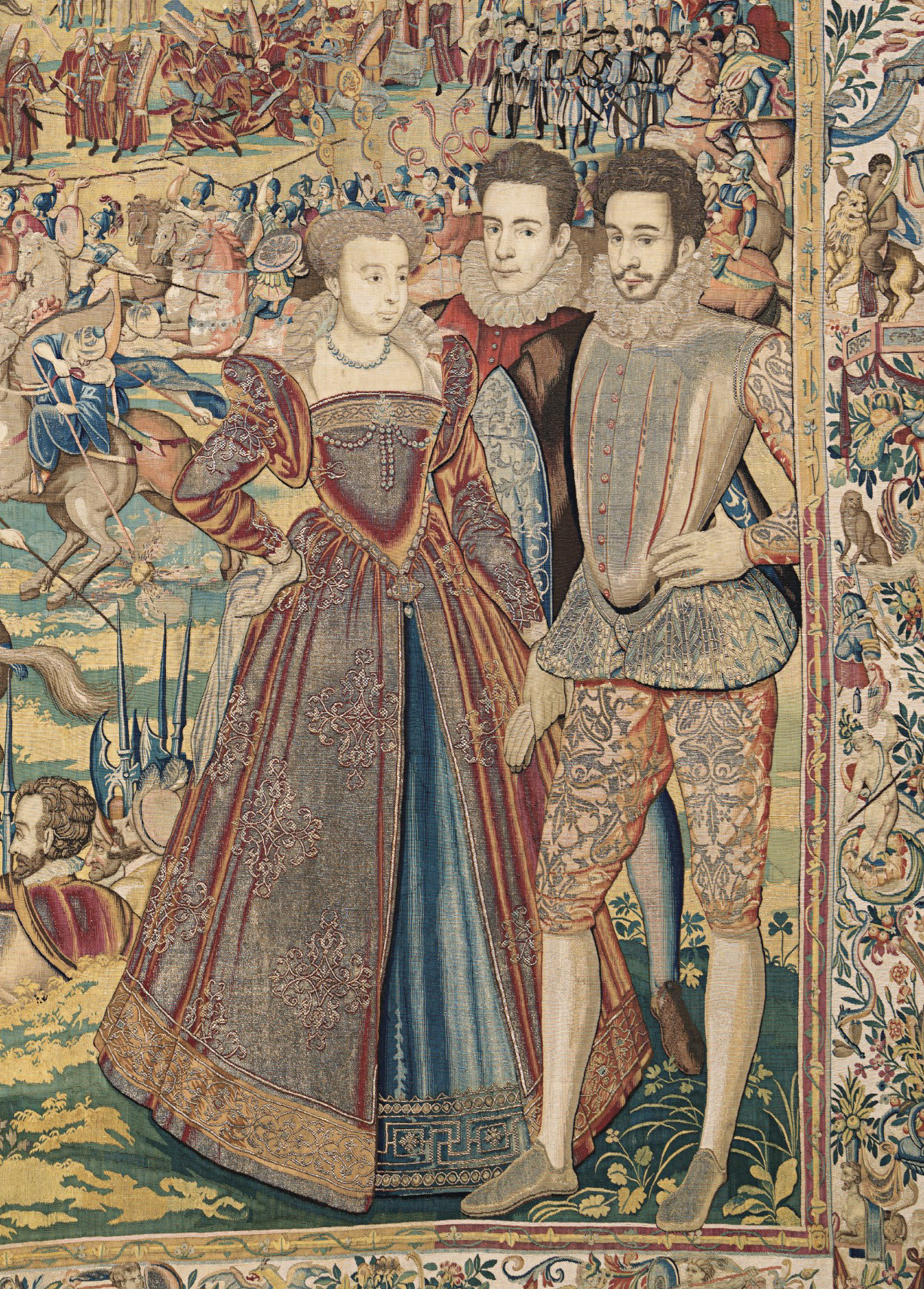
Margherita di Valois, regina di Navarra, e Francesco d'Alençon, fratelli minori di Carlo IX, organizzatori di due tentati colpi di Stato, passati alla Storia come Congiura dei Malcontenti.

La partenza del duca d'Angiò per il regno di Polonia, permise l'ascesa politica del duca d'Alençon. Il 25 gennaio 1574, il sovrano promise al fratello più giovane la carica di luogotenente generale del regno, un tempo appartenuta a Monsieur. La decisione risultò estremamente sgradita alla famiglia dei Guisa, che mal vedevano la vicinanza del d'Alençon con il clan avversario dei Montmorency, in particolare la sua amicizia con il maresciallo François de Montmorency.
Fu dunque organizzato un complotto per screditare entrambi: il febbraio seguente, al Louvre, il duca di Guisa attaccò il signor di Ventabren, uno degli uomini del duca d'Alençon, accusandolo di aver tentato di ucciderlo su commissione del Montmorency. Nonostante la falsa accusa, scoppiò uno scandalo e il maresciallo dovette ritirarsi da corte. Su suggerimento della regina madre, impaurita che Francesco potesse utilizzare la carica di luogotenente per prendere il potere in caso di morte dello stesso Carlo, il sovrano ruppe la promessa fatta al fratello minore e affidò l'incarico al cognato Carlo III di Lorena.
L'uscita di scena del maresciallo di Montmorency, dette mano libera ai Malcontenti più estremisti, in particolar modo Thoré e il visconte di Turenne, di dare libero sfogo alle proprie ambizioni, istigando il duca d'Alençon. A loro si unirono tra gli altri il re di Navarra, il principe di Condé, il conte Joseph Boniface de La Môle, favorito di Francesco, Annibal de Coconas, avventuriero piemontese, e il maresciallo di Cossé. 
Gli organizzatori della congiura si dimostrarono però inadeguati a coordinarla adeguatamente: il 27 febbraio scoppiò il panico quando si seppe che un numeroso esercito, guidato da un familiare del re di Navarra, stava marciando verso il castello di Saint-Germain, dove in quel momento si trovava la corte.

#### Agonia e morte di Carlo IX

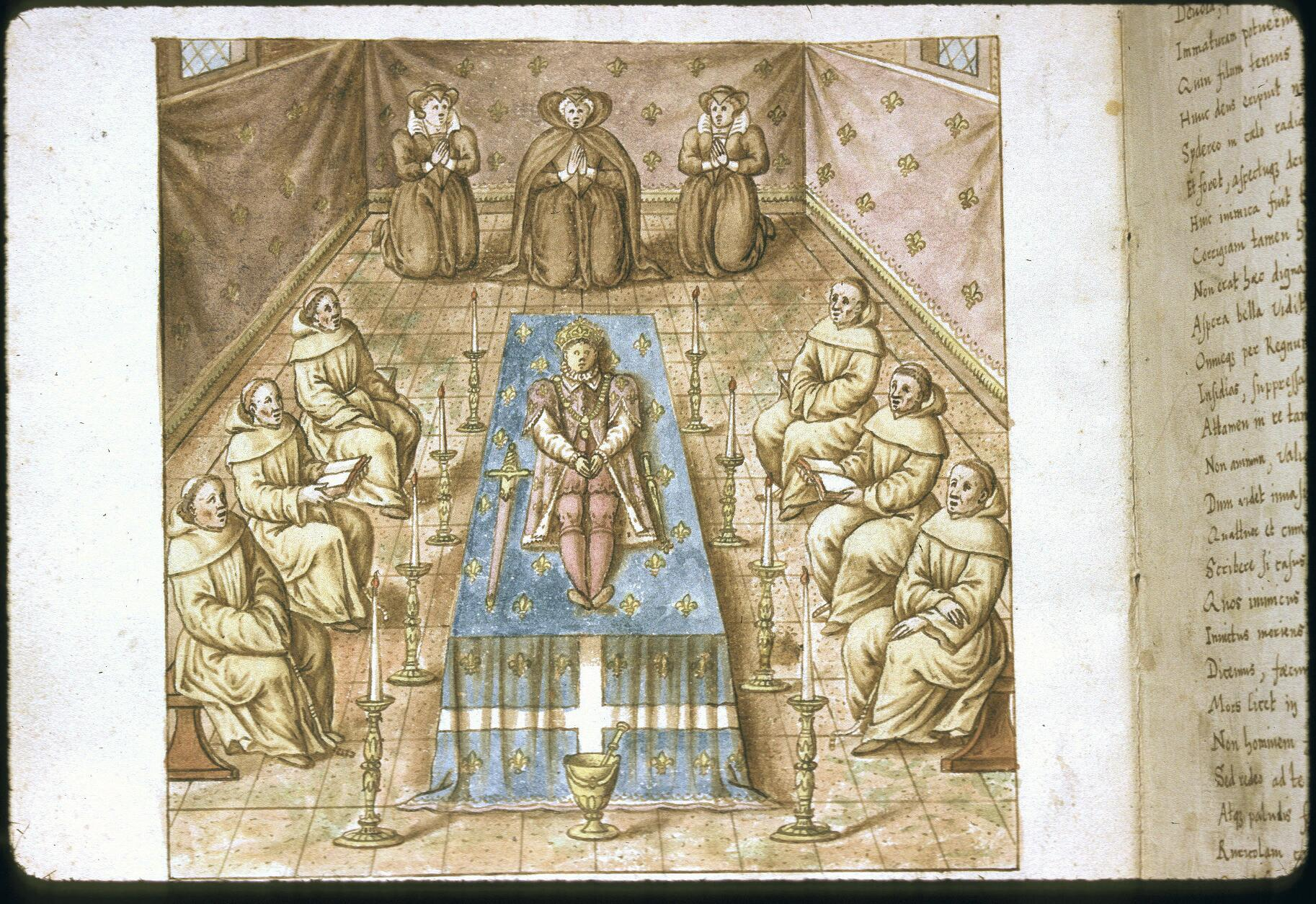
Funerale di re Carlo IX.

Meno di un anno dopo, a soli 24 anni, oppresso dal ricordo della famosa e terribile notte di san Bartolomeo, Carlo IX morì di polmonite tubercolare senza lasciare eredi maschi e gli succedette sul trono di Francia il fratello minore, Enrico III.

## Personalità del regno di Carlo IX
| La famiglia - Caterina de' Medici - Elisabetta d'Asburgo - Enrico d'Angiò - Francesco d'Alençon - Margherita di Valois - Elisabetta di Valois - Claudia di Valois - Renata di Francia - Carlo di Valois-Angoulême - Diana di Valois-Angoulême I principi del sangue - Antonio, re di Navarra - Enrico, re di Navarra - Giovanna, regina di Navarra - Luigi, principe di Condé - Enrico, principe di Condé - Carlo, cardinale di Borbone - Luigi, duca di Montpensier - Carlo, principe di La Roche-sur-Yon | I Grandi di Francia - Francesco I di Guisa - Carlo, cardinale di Lorena - Enrico I di Guisa - Giacomo di Savoia-Nemours - Anne di Montmorency - François de Montmorency - Odet de Coligny - Gaspard de Châtillon - François de Coligny d'Andelot - Claudio di Savoia Dame dell'alta aristocrazia - Enrichetta di Clèves, duchessa di Nevers - Caterina di Clèves, duchessa di Guisa - Maria di Clèves, principessa di Condé - Anna d'Este, duchessa di Guisa - Caterina di Guisa, principessa di Montpénsier - Jeanne di Vivonne, baronessa di Dampierre - Claudia Caterina di Clermont, duchessa di Retz - Louise di Clermont-Tallart, duchessa di Uzès Consulenti e servitori dello stato - Michel de l'Hôspital - Jean di Morvillier - Paul di Foix - René de Birague, cancelliere di Francia - Alberto Gondi, maresciallo di Retz - François di Scépeaux - Nicolas di Bauffremont | Comandanti dell'esercito - Biagio di Monluc - Armand de Gontaut-Biron - Gabriele I di Montgomery - Antoine di Crussol - Jacques II de Crussol - François de Beaumont I letterati e gli artisti - Jacques Amyot - Jacques Cujas - François de Belleforest - Pierre de Ronsard - Antoine Caron - Nicolò dell'Abate - François Clouet - Germain Pilon - Girolamo della Robbia - Charles Dumoulin Gli scienziati - Ambroise Paré, chirurgo - Nicolas de Nicolay, geografo |

## Discendenza
Il 26 novembre 1570, Carlo IX sposò Elisabetta d'Asburgo. Da lei ebbe la sua unica figlia legittima:
- Maria Elisabetta di Francia (27 ottobre 1572 – 2 aprile 1578)

Dalla sua amante, Marie Touchet, ebbe un figlio che riconobbe come suo:
- Carlo di Valois (28 aprile 1573 – Parigi, 24 settembre 1650)

## Ascendenza
|                                   |                |                                    | Genitori                         |  |  | Nonni |  |  | Bisnonni                  |  |  | Trisnonni                    |  |
|                                   |                |                                    |                                  |  |  |       |  |  | Carlo di Valois-Angoulême |  |  | Giovanni di Valois-Angoulême |  |
|                                   |                |                                    |                                  |  |  |       |  |  | Carlo di Valois-Angoulême |  |  | Giovanni di Valois-Angoulême |  |
|                                   |                | Margherita di Rohan                |                                  |  |  |       |  |  | Carlo di Valois-Angoulême |  |  |                              |  |
| Francesco I di Francia            |                |                                    |                                  |  |  |       |  |  | Carlo di Valois-Angoulême |  |  |                              |  |
|                                   |                | Luisa di Savoia                    | Filippo II di Savoia             |  |  |       |  |  |                           |  |  |                              |  |
|                                   |                | Luisa di Savoia                    | Filippo II di Savoia             |  |  |       |  |  |                           |  |  |                              |  |
|                                   |                | Luisa di Savoia                    | Margherita di Borbone-Clermont   |  |  |       |  |  |                           |  |  |                              |  |
| Enrico II di Francia              |                | Luisa di Savoia                    |                                  |  |  |       |  |  |                           |  |  |                              |  |
|                                   |                | Luigi XII di Francia               | Carlo di Valois-Orléans          |  |  |       |  |  |                           |  |  |                              |  |
|                                   |                | Luigi XII di Francia               | Carlo di Valois-Orléans          |  |  |       |  |  |                           |  |  |                              |  |
|                                   |                | Luigi XII di Francia               | Maria di Clèves                  |  |  |       |  |  |                           |  |  |                              |  |
| Claudia di Francia                |                | Luigi XII di Francia               |                                  |  |  |       |  |  |                           |  |  |                              |  |
|                                   |                | Anna di Bretagna                   | Francesco II di Bretagna         |  |  |       |  |  |                           |  |  |                              |  |
|                                   |                | Anna di Bretagna                   | Francesco II di Bretagna         |  |  |       |  |  |                           |  |  |                              |  |
|                                   |                | Anna di Bretagna                   | Margherita di Foix               |  |  |       |  |  |                           |  |  |                              |  |
| Carlo IX di Valois                |                | Anna di Bretagna                   |                                  |  |  |       |  |  |                           |  |  |                              |  |
|                                   | Piero il Fatuo | Lorenzo de' Medici                 |                                  |  |  |       |  |  |                           |  |  |                              |  |
|                                   | Piero il Fatuo | Lorenzo de' Medici                 |                                  |  |  |       |  |  |                           |  |  |                              |  |
|                                   | Piero il Fatuo | Clarice Orsini                     |                                  |  |  |       |  |  |                           |  |  |                              |  |
| Lorenzo de' Medici duca di Urbino | Piero il Fatuo |                                    |                                  |  |  |       |  |  |                           |  |  |                              |  |
|                                   |                | Alfonsina Orsini                   | Roberto Orsini                   |  |  |       |  |  |                           |  |  |                              |  |
|                                   |                | Alfonsina Orsini                   | Roberto Orsini                   |  |  |       |  |  |                           |  |  |                              |  |
|                                   |                | Alfonsina Orsini                   | Caterina Sanseverino             |  |  |       |  |  |                           |  |  |                              |  |
| Caterina de' Medici               |                | Alfonsina Orsini                   |                                  |  |  |       |  |  |                           |  |  |                              |  |
|                                   |                | Giovanni III de La Tour d'Auvergne | Bertrando VI de La Tour          |  |  |       |  |  |                           |  |  |                              |  |
|                                   |                | Giovanni III de La Tour d'Auvergne | Bertrando VI de La Tour          |  |  |       |  |  |                           |  |  |                              |  |
|                                   |                | Giovanni III de La Tour d'Auvergne | Luisa de la Trémoille            |  |  |       |  |  |                           |  |  |                              |  |
| Madeleine de La Tour d'Auvergne   |                | Giovanni III de La Tour d'Auvergne |                                  |  |  |       |  |  |                           |  |  |                              |  |
|                                   |                | Giovanna di Borbone                | Giovanni VIII di Borbone-Vendôme |  |  |       |  |  |                           |  |  |                              |  |
|                                   |                | Giovanna di Borbone                | Giovanni VIII di Borbone-Vendôme |  |  |       |  |  |                           |  |  |                              |  |
|                                   |                | Giovanna di Borbone                | Isabelle de Beauvau              |  |  |       |  |  |                           |  |  |                              |  |
|                                   |                | Giovanna di Borbone                |                                  |  |  |       |  |  |                           |  |  |                              |  |

### Fonti primarie
- Camillo Capilupi, Lo Stratagema Di Carlo IX. Re di Francia contro gli Ugonotti rebelli di Dio et suoi, Roma, 1574. URL consultato il 25 febbraio 2019.
- Henri de La Tour d'Auvergne, Mémoires de Henri de La Tour d'Auvergne, vicomte de Turenne, depuis duc de Bouillon, Paris, Guyot Frères, 1901. URL consultato il 3 febbraio 2019.
- Margherita di Valois, Memorie della regina Margherita di Valois, moglie d'Henrico IV il grande, Venezia, Giuseppe Sarzina, 1641. URL consultato il 3 febbraio 2019.

### Fonti secondarie
- (FR) Jean-Pierre Babelon, Henri IV, Fayard, 2017, Paris, ISBN 978-2-213-64402-8. (ed. or. 1982)
- (FR) Simone Bertière, Les reines de France au temps des Valois. Les années sanglantes, 1996, Paris, ISBN 978-2-253-13874-7.
- (FR) Georges Bordonove, Charles IX: Hamlet couronné, Parigi, Pygmalion, 2002, ISBN 978-2-85704-771-1.
- (FR) Jacqueline Boucher, Deux épouses et reines à la fin du XVIe siècle: Louise de Lorraine et Marguerite de France, 1998, Saint-Étienne, Presses universitaires de Saint-Étienne, ISBN 978-2-86272-080-7.
- (FR) Jean-Louis Bourgeon, Charles IX devant la Saint-Barthélemy, Librairie Droz, 1995, Paris, ISBN 978-2-600-00090-1.
- (EN) Stuart Carroll, Martyrs and murderers. The Guise Family and the Making of Europe, Oxford Press, 2009, Oxford, ISBN 978-0-19-959679-9.
- (FR) Pierre Chevallier, Henri III: roi shakespearien, Paris, Fayard, 1985, ISBN 978-2-213-01583-5.
- Ivan Cloulas, Caterina de' Medici, Firenze, Sansoni editore, 1980.
- Benedetta Craveri, Amanti e regine. Il potere delle donne, Milano, Adelphi, 2008, ISBN 978-88-459-2302-9.
- (FR) Francis De Crue, Le Parti des Politiques au lendemain de la Saint-Barthélemy. La Môle et Coconas, Paris, Librairie Plon, Nourrit et Cie, 1892.
- (FR)  Hector de la Ferrière, «Les dernières conspirations du règne de Charles IX », Revue des questions historiques, juillet 1890.
- Antonia Fraser, Maria Stuart. La tragedia di una regina, Milano, Mondadori, 1996, ISBN 88-04-41332-8.
- Janine Garrisson, Enrico IV e la nascita della Francia moderna, Milano, Mursia, 1987.
- (FR) Janine Garrisson, Marguerite de Valois, Paris, Fayard, 1994, ISBN 978-2-213-59193-3.
- (FR) Janine Garrisson, Les derniers Valois, Paris, Fayard, 2001, ISBN 978-2-213-60839-6.
- (FR) Arlette Jouanna, Le Devoir de révolte. La noblesse française et la gestation de l'État moderne, 1559-1661, Paris, Fayard, 1989, ISBN 2-213-02275-5.
- (EN) Robert J. Knecht, Catherine de' Medici, London and New York, Longman, 1998, ISBN 0-582-08241-2.
- (EN) Robert J. Knecht, The Valois: Kings of France 1328-1589, London and New York, Longman, 2007, ISBN 9781852855222.
- (EN) Robert J. Knecht, Hero or Tyrant? Henry III, King of France 1574-89, London and New York, Routledge, 2014, ISBN 978-1-4724-2930-8.
- (EN) Mack P. Holt, The duke of Anjou and the politique struggle during the wars of religion, Cambridge, Cambridge University Press, 2002, ISBN 0-521-89278-3.
- (FR) Nicolas Le Roux, Le faveur du Roi: Mignons et courtisans au temps des derniers Valois (vers 1574 - vers 1589), Seyssel, Epoques Champ Vallond, 2000, ISBN 978-2-87673-311-4.
- (EN) Irene Mahoney, Madame Catherine, New York, Coward, McCann and Geoghegan, inc., 1975, ISBN 0-698-10617-2.
- (FR) Michel Simonin, Charles IX, Paris, Fayard, 1995, ISBN 978-2-213-59401-9.
- Stefano Tabacchi, La strage di San Bartolomeo. Una notte di sangue a Parigi, Vulcanica di Nola, Salerno editrice, 2018, ISBN 978-88-6973-271-3.
- Éliane Viennot, Margherita di Valois. La vera storia della regina Margot, Milano, Mondadori, 1994.
- (EN) Hugh Noel Williams, Henry II and his court, New York, Charles Scriben's sons, 1910.